# 死亡扳机
《死亡扳机》是丧尸主题第一人称射击游戏，由Madfinger Games开发并于2012年发行，对应Android和iOS平台。
游戏在Metacritic上的汇总得分为70/100，属「褒贬不一或中等」（Mixed or Average）。CNET评论员Jaymar Cabebe给游戏打出8.7/10，称游戏是「顶级」（top-notch）的免费第一人称射击游戏。

## 备注
1. ↑  英語：